# 埃尔贝佐
埃尔贝佐（義大利語：Erbezzo），是意大利威尼托大区维罗纳省的一个市镇。总面积32.44平方公里，人口786人，人口密度24.2人/平方公里（2009年）。国家统计（ISTAT）代码为023033。